# Тадэ, Элеонора Сергеевна
Элеонора Сергеевна Тадэ (12 ноября 1932 — 11 января 2018) — советский сценарист анимационного кино, театровед, критик.

## Биография
Родилась 12 ноября 1932 года. В 1955 году окончила Государственный институт театрального искусства, театроведческий факультет.

С 1957 по 1958 год — заведующая музеем Драматического театра имени Ф. Волкова в Ярославле.

В 1958—1959 и 1968—1969 годах — редактор Центральной студии телевидения.

С 1959 по 1964 год — редактор журнала «Советский фильм».

С 1969 по 1980 год работала внештатным корреспондентом журнала «Советский фильм».
Автор книг в серии «Мастера советского театра и кино»:
- Надежда Румянцева, Москва: Искусство, 1967 — 92 с. — О творческом пути и работах актрисы Надежды Румянцевой.
- Михаил Козаков: биография отдельного лица, Москва : Искусство, 1977. — 160 с. — Биография Народного артиста РСФСР М. М. Козакова.

Умерла в 2018 году. Прах захоронен на Армянском кладбище.

## Семья
Муж — художник-мультипликатор, народный артист России И. В. Уфимцев, дочь — телеведущая Е. И. Уфимцева.

## Сценарии
- 1968	Осторожно, щука!
- 1969	Жадный Кузя
- 1971	Генерал Топтыгин
- 1973	Про Петрушку
- 1981	Ёжик плюс черепаха
- 1981	Как будто
- 1983	Как старик наседкой был
- 1987	Три лягушонка
- 1989	Какой звук издаёт комар?
- 1992	Слонёнок-турист
- 1993	Деревенский водевиль
- 1994	Ах, эти жмурки!